# Kuntu
Kuntu is een bestuurslaag in het regentschap Kampar van de provincie Riau, Indonesië. Kuntu telt 3017 inwoners (volkstelling 2010).